# Villa Rosenstraße 9 (Radebeul)
Die Villa in der Rosenstraße 9 steht im Stadtteil Serkowitz des sächsischen Radebeul. Sie wurde 1900/1901 durch den ortsansässigen Baumeister Gustav Ziller als Bauender, Ausführender sowie Aufsichtsführender errichtet.

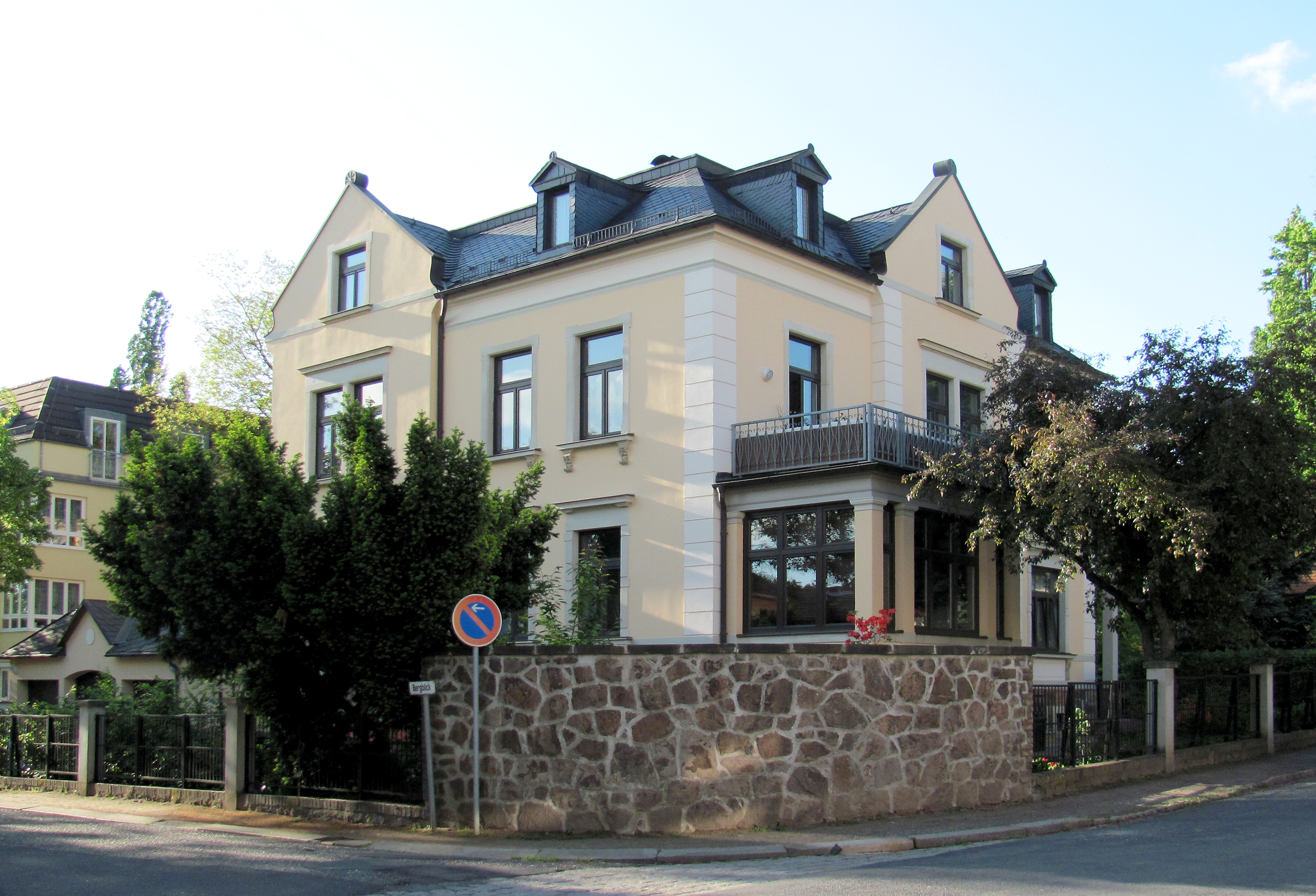
Villa Rosenstraße 9

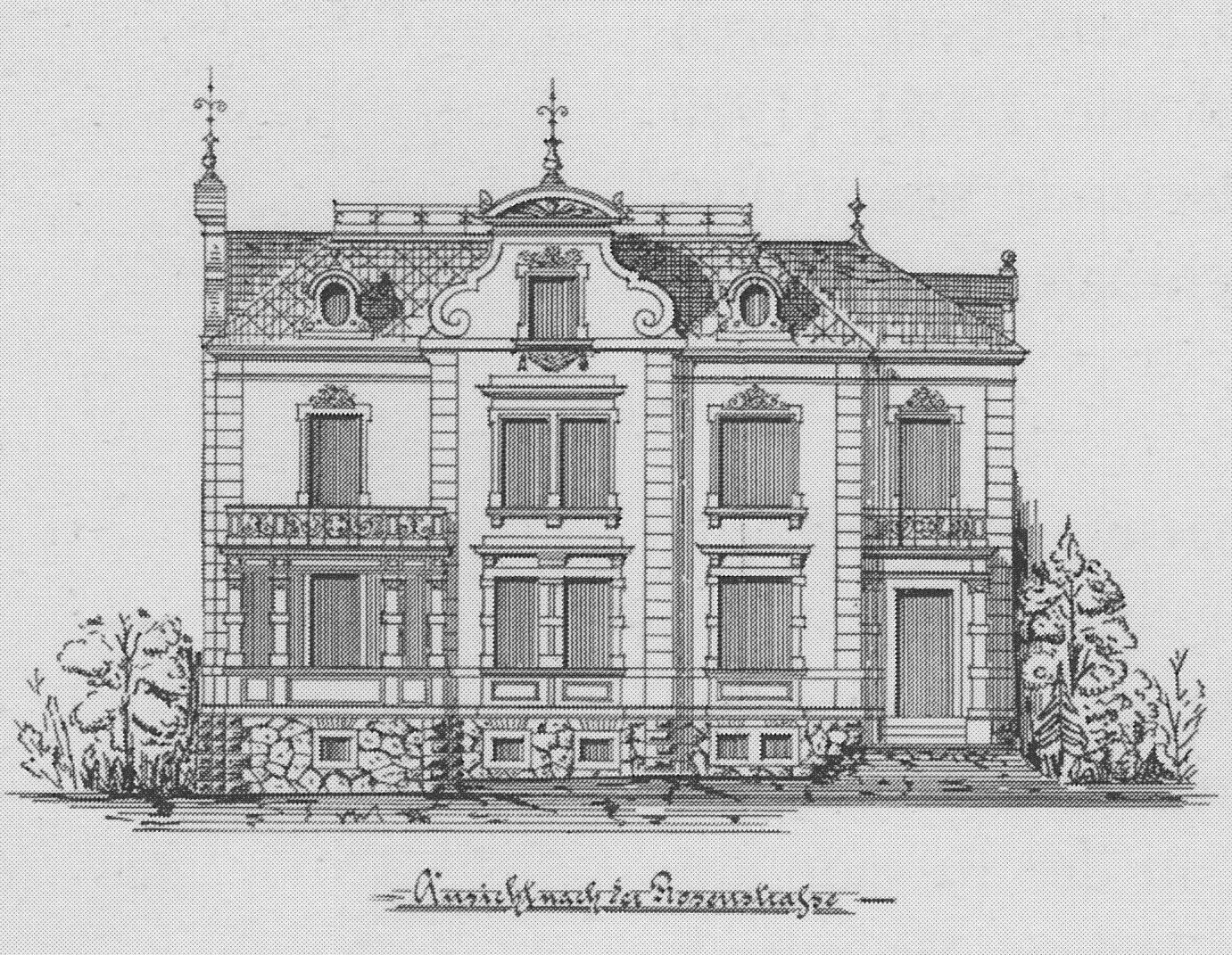
Bauzeichnung, 1900

## Beschreibung

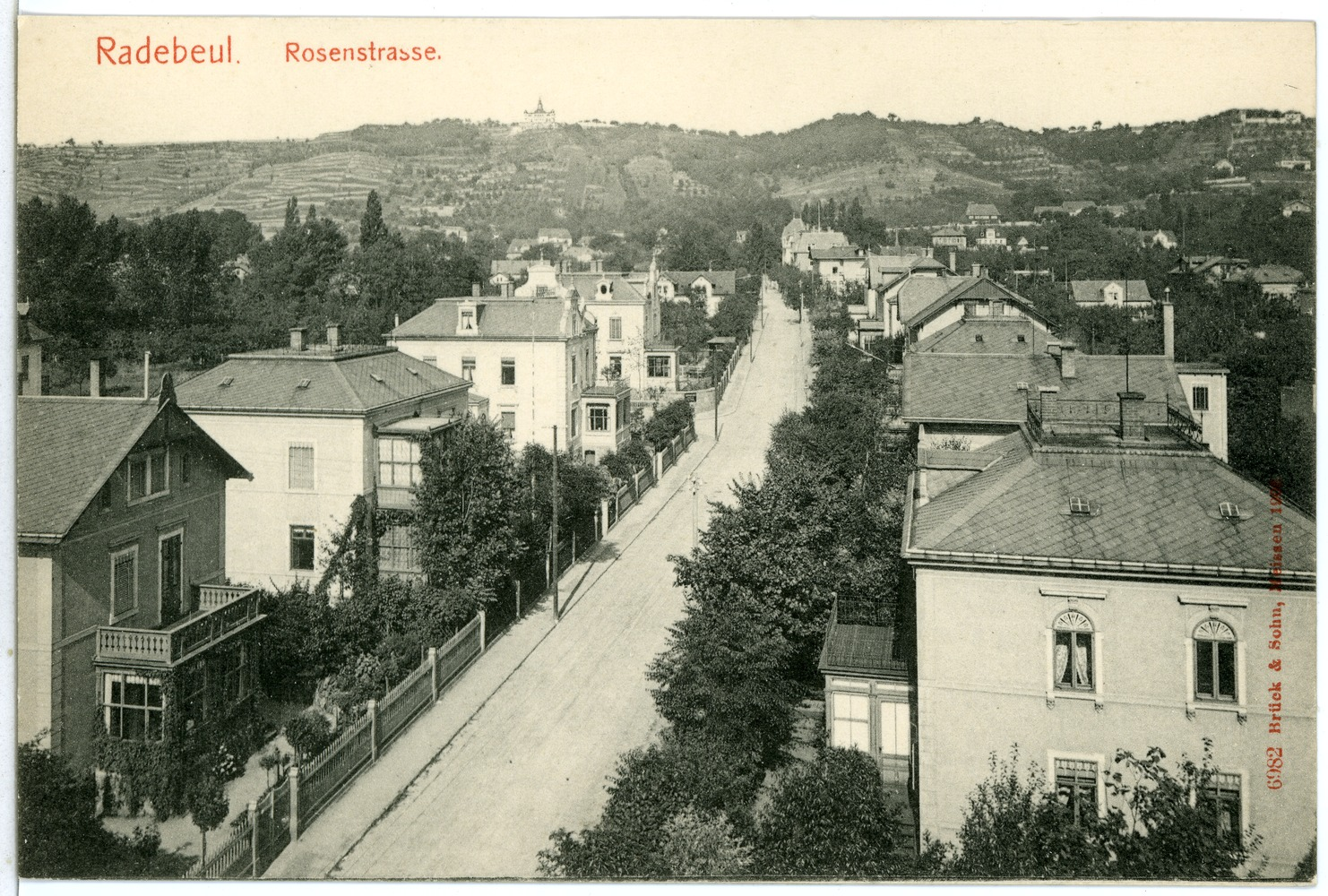
Die Villen in der Rosenstraße 1905: Links oberhalb des Abzweigs der Bergstraße liegt die Nr. 9

Die unter Denkmalschutz stehende Villa steht auf einem Eckgrundstück zur Straße Bergblick. Das zweigeschossige Wohnhaus hat ein abgeplattetes Walmdach. Das ursprünglich im Stil des Neobarock errichtete Wohngebäude zeigt sich nach Fassadenvereinfachungen wohl um 1930 heute als „reduzierter Putzbau mit vereinfachten Gliederungen und beseitigtem Stuckdekor“.
In der Hauptansicht zur Rosenstraße steht mittig ein Risalit mit einem Dreiecksgiebel, der ehemals als Volutengiebel mit Segmentbogenbekrönung ausgestaltet war. Auf der linken Seite dieser Ansicht befindet sich vor der Rücklage eine massive Veranda.
In der linken Seitenansicht, zur Straße Bergblick, steht ein Seitenrisalit von gleicher Form wie der Mittelrisalit der Hauptansicht. In der rechten Seitenansicht befindet sich der Eingang ebenfalls in einem Risaliten, vor diesem steht ein pfeilergestützter Balkon.